# Mexique aux Jeux olympiques d'été de 1980
Le Mexique aux Jeux olympiques d'été de 1980 a envoyé une délégation composée de 45 compétiteurs dans 12 disciplines sportives.

## Médaillés mexicains
- Argent
  - Carlos Girón - Plongeon, tremplin de 3 m

- Bronze
  - Joaquín Pérez - Équitation, saut d'obstacles
  - David Bárcena Ríos, Manuel Mendivil, José Pérez et Fabián Vázquez - Équitation, concours complet par équipes
  - Jesús Gómez, Joaquín Pérez, Gerardo Tazzer et Alberto Valdés - Équitation, saut d'obstacles par équipes